# Cristian Domínguez
Cristian Domínguez Barrios, noto semplicemente come Cristian Domínguez (Fuenlabrada, 27 agosto 1982), è un ex giocatore di calcio a 5 spagnolo, campione europeo con la Nazionale spagnola nel 2007, 2010 e 2012.

## Carriera

### Club
Affermatosi fin da giovanissimo con la maglia dell'Atlético Madrid, Domínguez venne acquistato dal Segovia nell'estate del 2000 come alternativa al titolare Luis Amado. Proprio Amado diventerà il modello, nonché il punto di riferimento, di Domínguez per il ruolo di portiere. Con il Segovia vinse una Supercoppa spagnola e una Coppa Intercontinentale prima di trasferirsi, nel 2003, all'ambizioso Cartagena in cui rimase per quattro stagioni. Tuttavia, fu con la maglia del Barcellona che Domínguez raccolse i maggiori successi vincendo, nell'arco di nove anni, qualunque competizione nazionale e continentale. Durante questo periodo, Domínguez fu protagonista, insieme al collega Paco Sedano, di una sana rivalità che spinse entrambi i portieri a migliorarsi costantemente. Nel 2016 lasciò il Barcellona per trasferirsi al Benfica, con cui vinse una Coppa e una Supercoppa portoghese. Domínguez concluse la carriera nel SC García ritirandosi all'età di 36 anni.

### Nazionale
Domínguez rientra nella ristretta cerchia di portieri che hanno disputato almeno 100 partite con la Nazionale di calcio a 5 della Spagna. Con le furie rosse ha vinto tre edizioni del campionato europeo e raggiunto in due occasioni la finale della Coppa del Mondo.

## Palmarès

### Club

#### Competizioni nazionali
- Supercoppa di Spagna: 2
Segovia: 2000
Barcellona: 2013
- Campionato spagnolo: 3
Barcellona: 2010-11, 2011-12, 2012-13
- Coppa di Spagna: 3
Barcellona: 2010-11, 2011-12, 2012-13
- Coppa del Re: 4
Barcellona: 2010-11, 2011-12, 2012-13, 2013-14
- Coppa del Portogallo: 1
Benfica: 2016-17
- Supercoppa portoghese: 1
Benfica: 2016

#### Competizioni internazionali
- Coppa Intercontinentale: 1
Segovia: 2000
- Coppa UEFA: 2
Barcellona: 2011-12, 2013-14

### Nazionale
- Campionato d'Europa: 3
Portogallo 2007, Ungheria 2010, Croazia 2012